# 12-я отдельная гвардейская инженерная бригада
12-я отдельная гвардейская инженерная Кёнигсбергско-Городокская Краснознамённая, ордена Жукова бригада (сокр. 12 оибр, в/ч 63494) — тактическое соединение Сухопутных войск Российской Федерации.
Находится в составе Центрального военного округа с пунктом постоянной дислокации в военном городке Алкино-2.

## История
Ведёт историю от 5-й отдельной инженерной бригады специального назначения РККА.
5-я отдельная инженерная бригада специального назначения (5 оибрСН) сформирована в 30 мая 1942 года приказом командующего войсками Калининского фронта на базе 27 АУВПС (армейское управление военно-полевого строительства), построившего Селижаровский участок Ржевского укрепрайона.
Действовала на Калининском фронте в районе Торжка. Занималась устройством противопехотных и противотанковых полос от Ржева до Суража общей протяжённостью в 400 километров. В ходе войны подразделения бригады выполняли в тылу врага спецзадания командования фронтом (устанавливали неизвлекаемые противопоездные мины с большими сроками замедления, разрушали мосты, подрывали рельсы, минировали автомобильные дороги).
Состав бригады: 5 батальонов (среди них 160-й батальон инженерных заграждений).
Командование: командиры бригады: И. Г. Старинов (апрель — июль, 1942), майор Рыбин (врио, июль 1942). Военкомы: А. И. Болотин (июнь 1942), батальонный комиссар Сабуров (врио, июль 1942).
В бригаде сражались граждане Испании, имевшие опыт партизанской войны в Испании, эмигрировавшие в СССР после поражения, работавшие на предприятиях г. Уфа, добровольно вступившие в ряды РККА согласно договорённости с секретарём ЦК Коммунистической партии Испании Долорес Ибаррури.
27 мая 1944 года преобразована в 5-ю гвардейскую моторизованную инженерную бригаду. За мужество и героизм, проявленные в боях с немецкими захватчиками, 7 воинов были удостоены звания Героя Советского Союза, 1373 бойца награждены орденами, 1965 воинов — медалями.
После Победы бригада выполняла задание командования по сплошному разминированию территории Московского военного округа, где шли жесточайшие бои. 
В 1946 году соединение переформировано в 5-й гвардейский инженерно-сапёрный Кёнигсбергско-Городокский Краснознамённый полк.
В конце 1980-х формирование носило наименование 1-й отдельный гвардейский инженерный Кёнигсбергско-Городокский Краснознамённый полк, дислоцируясь в г. Ростов, находясь в прямом подчинении командования Московского военного округа.
С 1994 года на бригаду возложили задачу по разведке и обезвреживанию взрывоопасных предметов на территории 9 областей Центральной России.
В июле 1994 года 1-й гвардейский инженерно-сапёрный полк переформирован в 317-ю гвардейскую инженерную бригаду, выполняющую задачу обезвреживания взрывоопасных предметов и дислоцировалась в г. Белев Тульской области, впоследствии переведена в пос. Нахабино Московской области, а оттуда — в Алкино-2.
Во время Второй чеченской войны сапёры выполняли задачи по разминированию республики в боевых условиях.
в 2011 году 56-й гвардейский инженерный полк был переформирован в 12-ю гвардейскую инженерную бригаду.
Бригада приняла участие во вторжении на Украину 2022 года и потеряла в ходе боевых действий двух своих командиров. 14 марта 2022 года погиб, попав под минометный огонь, командир 12-й инженерной бригады полковник Сергей Порохня. 11 мая при наведении понтонной переправы через Северский Донец погиб его преемник гвардии полковник Денис Козлов.
24 апреля 2024 года бригаде вручён орден Жукова.